# Nadační fond Neuron na podporu vědy
Nadační fond Neuron je český nadační fond. Jeho cílem je zvyšovat prestiž vědců a vědkyň v Česku, popularizovat jejich výsledky práce a rozvíjet moderní mecenášství v České republice. Fond uděluje Ceny Neuron spojené s finanční odměnou. Od roku 2010 fond celkově podpořil českou vědu částkou přes 100 mil Kč. Fond je financován výhradně z příspěvků mecenášů. 

## Historie

### 1. etapa od roku 2010–2017
První etapa existence NF Neuron odstartovala v roce 2010, kdy byl založen Nadační fond Karla Janečka. Jeho vznik iniciovali Karel Janeček, Monika Vondráková, která fond od počátku řídí, a lékař Josef Veselka. Původním impulsem pro vznik byla snaha o kompenzaci snížených veřejných financí na vědu a výzkum.[zdroj⁠?!] Cílem bylo pomoci mladým vědcům, aby získali zázemí v ČR a byli tak motivováni vracet se ze zahraničí zpět do České republiky. Současně fond od počátku usiluje o představování výjimečných osobností vědy veřejnosti a kontinuálně oceňuje zasloužilé vědce, kteří jsou inspirací dalším generacím. Postupně fond rozšířil podporu i na obor fyzika, chemie, biologie a computer science. První předávání cen a udělování podpory projektům se konalo v roce 2010.[zdroj⁠?!]

### 2. etapa od roku 2018
Došlo k revizi dosavadního způsobu podpory vědců, kdy všechny Ceny Neuron jsou spojeny s finanční odměnou. Cena Neuron pro mladé nadějné vědce je ve výši 0,5 mil Kč – ročně se udělují až 7 ocenění a Cena Neuron za mimořádný světový přínos vědě ve výši 1,5 mil Kč – ročně se udělují až 3 ocenění. Karel Janeček se stal historickým zakladatelem a fond se  rozšířil o nové Neuron Foundery: Monika Vondráková, Martin Fusek, Eduard Kučera, Václav Novák a Jan Lukačevič. Generálními partnery fondu jsou Ústav organické chemie a biochemie a IOCB Tech.
V listopadu 2021 se vědecká a správní rada nadačního fondu rozhodla ukončit spolupráci s Karlem Janečkem, vzhledem k jeho vyjádřením o onemocnění covid-19 a očkování, která „jsou v příkrém rozporu s poznáním nejlepších vědců, se kterými spolupracujeme“.

## Ceny Neuron
Ceny Neuron jsou spojeny s vysokým finančním ohodnocením, které laureáti mohou využít k jakýmkoliv účelům. Ročně jde až o 8,5 milionů Kč, což je ze soukromých zdrojů vůbec nejvyšší podpora pro ocenění vědy v Česku.[zdroj⁠?!] Ceny jsou udělovány ve třech kategoriích a v sedmi vědeckých disciplínách – společenské vědy, medicína, matematika, fyzika, chemie, biologie a computer science. Ceny se předávají se vždy jednou ročně v rámci slavnostního večera.

## Další činnosti
V rámci popularizace vědy fond podporuje také terénní výzkum českých vědců do celého světa (Expedice Neuron). Podpořil již 8 expedic v celkové hodnotě přes 3 mil. Kč.
V minulosti také podporoval:
- Cenu pro pedagogy ve výši 200 000 Kč vyhlašovanou ve spolupráci s Učenou společností ČR, která oceňuje pedagožky a pedagogy, vedoucí své žáky k zájmu o vědu a výzkum už na středních školách,
- Cenu za popularizaci ve výši 100 000 Kč vyhlašovanou ve spolupráci s Akademií věd ČR, která oceňuje mladé vědkyně a vědce, kteří se kromě výzkumné činnosti soustavně věnují i popularizaci vědy.